# Dave Rubinstein
David Rubinstein, également connu sous le nom de Dave Insurgent (5 septembre 1964 - 3 juillet 1993), est un chanteur américain et cofondateur du groupe de punk hardcore basé à New York, Reagan Youth. Rubenstein a fondé le groupe avec le guitariste Paul Bakija alors qu'ils étaient tous deux au lycée Forest Hills à Forest Hills, Queens. Le groupe a joué dans les clubs punk de Manhattan alors que les membres étaient encore au lycée.

## Reagan Youth
Alors que les membres de Reagan Youth fréquentaient l'école secondaire Forest Hills, le groupe opérait régulièrement dans le CBGB et d'autres endroits sur le circuit rock punk des États-Unis. Ils n'ont jamais enregistré une seule, juste quelques rubans auto-publiés et un album qui est devenu un EP de sept chansons. Cet EP a vendu plus de 40 000 exemplaires. Le groupe est également apparu dans plusieurs albums de compilation, y compris Live sur CBGB's. Ils ont voyagé deux fois par pays, en 1984 et 1987, partageant des projets de loi avec des groupes punk tels que Dead Kennedys, EE.UU. Chaos, Front Agnostique, Mal Cerveau et Beastie Boys. Ils ont été un pilier dans les concerts de matinee du dimanche de CBGB et ont eu lieu lors des concerts Rock Against Racisme au début des années 1980.
Reagan Youth était un groupe de gauche, utilisant souvent les images du Ku Klux Klan et du parti nazi comme satire politique. Dans leur incarnation originale des années 1980, ils cherchaient à aborder les parallèles entre les politiques du président Ronald Reagan, de la droite chrétienne et des conservateurs américains et les croyances des groupes haineux. Leur chanson éponyme, « Reagan Youth », établit des parallèles entre les Jeunes Républicains et les Jeunesses hitlériennes.
À la fin des années 1980, les membres de Reagan Youth étaient frustrés et épuisés par des années de tournées, de consommation de drogue et de ne pas gagner d’argent dans l’industrie musicale. Lorsque Reagan a quitté ses fonctions, le groupe s'est officiellement dissous. Rubinstein et plusieurs autres membres du groupe ont continué à jouer de la musique ensemble, comme dans le groupe House of God, qui n'a jamais obtenu le même succès que Reagan Youth.

## Problèmes personnels et suicide
Au moment où Reagan Youth s'est séparé, Rubinstein avait développé une grave dépendance à l'héroïne et vendait de la drogue. Un agresseur inconnu a battu Rubinstein avec une batte de baseball, le laissant dans le coma. Alors qu'il était admis à l'hôpital, Rubinstein a subi une lobotomie pour soulager un traumatisme cérébral et lui sauver la vie. À sa sortie de l'hôpital, il est retourné au domicile de ses parents. Là-bas, Rubinstein a continué à consommer de la drogue, fumant du cannabis dans sa chambre pendant que ses parents essayaient de l'aider à se rétablir. Finalement, Rubinstein a quitté la maison de ses parents et est retourné dans le Lower East Side. À ce moment-là, entre l’agression et sa consommation continue de drogue, il n’était plus aussi énergique et était devenu échevelé. Beaucoup de ses amis de la scène punk ne sont plus associés à lui.
Rubinstein a commencé à sortir avec Tiffany Bresciani, une prostituée qui travaillait dans Houston Street et dansait dans les clubs de strip-tease de la ville. Il avait dit à ses parents qu'elle était danseuse. Bresciani a soutenu financièrement le couple et sa consommation de drogue par la prostitution. Rubinstein attendait souvent Bresciani pendant qu'elle servait un client, puis l'accompagnait pour acheter des médicaments.
Le 24 juin 1993, Rubinstein et Bresciani attendaient dans Allen Street lorsqu'un client familier s'est arrêté dans une camionnette Mazda. Bresciani est montée à bord et a dit à Rubinstein qu'elle reviendrait dans 20 minutes. Elle n'est jamais revenue. Rubinstein a appelé la police avec une description du camion. Il s'est rendu au club où dansait Bresciani et dans toutes les salles d'urgence des hôpitaux de la ville, à sa recherche. Quelques jours plus tard, le 28 juin, deux policiers de l'État de New York patrouillaient sur la Southern State Parkway de Long Island lorsqu'ils ont arrêté le camion après une poursuite à basse vitesse et ont trouvé le corps en décomposition de Bresciani à l'arrière. Ils ont arrêté le chauffeur, Joel Rifkin, l'un des tueurs en série les plus tristement célèbres de Long Island, lié au meurtre de nombreuses femmes,,.
Le 30 juin 1993, la mère de Rubinstein est décédée après avoir été accidentellement renversée par un véhicule conduit par son père,.
Déprimé et seul après la perte inattendue de sa petite amie et de sa mère, Rubinstein s'est engagé dans une spirale descendante et, le 3 juillet 1993, il s'est suicidé par overdose de drogue.